# Битка код Камлана
Битка код Камлана (енгл. Battle of Camlann, вел. Gwaith Camlan; Brwydr Camlan) је легендарна последња битка краља Артура, у којој је Артур или погинуо или био смртно рањен, борећи се или заједно са, или против Мордреда, који је такође страдао. Оригинална легенда о Камлану, инспирисана наводно историјским догађајем за који је речено да се одиграо у Британији током прве половине 6. века, само је неодређено описана у неколико средњовековних велшких текстова из 10. века. Знатно детаљнији прикази ове битке појављују се од 12. века, углавном засновани на опису катастрофалног сукоба у псеудоисторији Historia Regum Britanniae. Даље, знатно уметнуте и проширене верзије потичу из каснијих француских витешких романси, где је ова битка постала позната као Битка код Солсберија, укључујући и верзију из 15. века у делу Смрт Артурова, која је и данас популарна.

## Етимологија
Име битке можда потиче од бритског Cambo-landa („закривљено/увијено ограђено место” или „закривљена/увијена отворена земља”), или (мање вероватно) Cambo-glanna („закривљена/увијена обала (реке)”), какво се може наћи у називу римског утврђења Камбоглана (Camboglanna, или Castlesteads) у Камбрији.

## Историјски извори
Најранији датирани помен битке налази се у велшким аналима Annales Cambriae из 10. века. Уноси за 537. годину наводе „сукоб код Камлана, у којем су пали Артур и Медро, а у Британији и Ирској било је великог помора.” Ово је такође први писани помен Медроа (касније познатог као Мордред), али не прецизира да ли су се он и Артур борили на истој страни, нити ко је победио у бици.
Филолог Ендру Бриз тврди да је битка историјска и да је представљала последицу глади повезане са документованим екстремним временским приликама из периода 535–536, које су, према делу Annales Cambriae, изазвале „велики помор у Британији и Ирској”. Он интерпретира Камлан као упад ради крађе стоке у централној Британији; Бриз цитира Р. Џ. Колингвуда, који је сматрао да је идентификација Камлана са Камбогланом на Хадријановом зиду „убедљива”. Разматрајући додатне индикације које указују на то да је Камлан заправо био Камбоглана, близу Карлајла, Бриз закључује: „Постоји сваки разлог да се верује да су, 537. године, када су се зидине овог утврђења још увек дизале високо [...], Артура убили људи из Регеда, британског краљевства са седиштем у Пенриту.” Флинт Џонсон не слаже се са Бризовим тумачењем Камлана као упада ради крађе стоке, али се слаже да је битка историјска и да су њени узроци били политички, иако њен датум остаје несигуран. Џонсон закључује: „Најразумније објашњење зашто је Артурова смрт повезана са 537. годином јесте то што је, као краљ, био повезан са плодношћу свог краљевства, а 537. година је била период глади. Средњовековном научнику са британским културним наслеђем то би савршено имало смисла – да је смрт чувеног краља узроковала [то].”
Ипак, већина историчара сматра Артура и битку код Камлана легендарним. Историчар Ник Хајам тврди да, пошто се Камлан не помиње у списку Артурових битака у делу Historia Brittonum из 9. века, извор за унос у Annales Cambriae вероватно потиче из старовелшке елегије о другом Артуру, можда оном који се помиње у генеалогији краљева Диведа.

## Легенда

### Средњовековне велшке традиције
Осим Annales Cambriae, један од најранијих помена Камлана налази се у стиховима Englynion y Beddau из Црне књиге Кармартена, која потиче из око 9. или 10. века, где се наводи да је то место гроба Осфрановог сина. Велшка прозна прича Кулхух и Олвена, датирана у 11. или 12. век, два пута помиње ову битку у вези са јунацима који су се тамо борили. У причи се налази тријада која именује Морфрана аил Тегида, Сандеа Брид Ангела и Кинвила Санта као три човека који су преживели Камлан: Морфран због своје застрашујуће ружноће, Санде због своје анђеоске лепоте, а Кинвил јер је последњи напустио Артура. Ова тријада показује да је Камлан био познат као битка коју је преживело мало људи. Кејтлин Грин предлаже да је „Осфранов син” из Englynion y Beddau повезан са Морфраном из Кулхуха и Олвене. Текст такође помиње Гвина Хивара, надзорника Корнвола и Девона, једног од деветорице људи који су планирали битку код Камлана, што указује на сада изгубљену традицију сложене завере која је подупирала Артурову последњу битку.
Велшке тријаде нуде трагове о наводном узроку битке код Камлана. Тријада 51 углавном одражава Џефријево дело, из кога је изведена: Медро (Мордред) се побунио против Артура док је овај био у походу на континенту и узурпирао престо, што је довело до битке. Тријада 53 наводи да је шамар који је Гвенхвивах ударила својој сестри Гвенхвифар (Гиневри), Артуровој жени, један од „Три штетна ударца острву Британији”, који је изазвао сукоб код Камлана. Називајући Камлан једном од „Три узалудне битке Британије”, Тријада 84 такође помиње овај спор између сестара. Тријада 54 описује како је Медро упао у Артуров двор, бацио Гвенхвифар на земљу и претукао је. Друге тријаде у којима се помиње Камлан укључују Тријаду 30 („Три неверне ратничке банде”) и Тријаду 59 („Три несрећна савета”).
Камлан се помиње у једном примерку гвентијског законика Cyfraith Hywel (Велшког закона) из 14. века, који (према Питеру Бартруму) показује да је ова тема била позната велшким писцима. Закон каже: „Када краљица пожели песму у својој одаји, нека бард пева песму о Камлану, али тихо, да се дворана не узнемири.” Тудур Алед, песник из 15. и 16. века, каже да је битка настала због издаје Медрода и да се догодила „због два ораха”. У велшкој причи Breuddwyd Rhonabwy, из 13. или 14. века, непосредни узрок битке је намерна провокација Артуровог изасланика мира, Идауга, који је намерно увредио Медроа.

### Џефријева традиција
Џефри од Монмута укључио је битку код Камлана у своју псеудоисторију Historia Regum Britanniae, написану око 1136. године. Џефријева верзија ослањала се на постојећу велшку традицију, али је обогаћена измишљеним детаљима. Његов фокус није био на појединцима, већ на „карактеру британске нације”. У IX и X књизи, Артур креће у рат против римског цара Луција Тиберија, остављајући свог нећака Модреда да влада Британијом. У Артуровом одсуству, Модред тајно ступа у брак са Артуровом супругом Гвенхуваром (Гиневром) и узима престо за себе. Артур се враћа, а његова војска се суочава са Модредовом код Камблане (река Камел у Корнволу). Многи су погинули, укључујући Модреда; Артур је смртно рањен и одведен на острво Авалон да се опорави, предајући круну свом рођаку Константину.
Џефријево дело је било веома утицајно и адаптирано је на различитим језицима, укључујући Вејсов анго-нормански Роман о Бруту (око 1155), Лајамоновог Брута на средњеенглеском (рани 13. век) и велшки Brut y Brenhinedd (средина 13. века). Различита каснија дела се прилично блиско ослањају на Џефрија, укључујући средњеенглеску алитеративну Смрт Артурову (Morte Arthure), написану око 1400. године. Ова традиција обично прати Џефрија у постављању битке код Камлана на реку Камел у Корнволу: Вејс је поставља на „Камел, насупрот улазу у Корнвол”, а Лајамон наводи локацију као Камелфорд, где Џон Обри у свом делу Monumenta Britannica (1663–1693) извештава да се као знаци битке „комади оклопа и за коње и за људе често проналазе приликом копања земље”. У Лајамоновој верзији, после битке остају живи само Артур и његова два безименa витеза. Вејс је написао: „Нити знам ко је изгубио, нити ко је победио тог дана. Нико не зна име победника или пораженог. Сви су подједнако заборављени, и победник и онај ко је умро.”

### Традиција романси
Даље традиције о Артуровој последњој битци развијене су у артуријским витешким романсама. Ове романсе често следе Џефријев оквир, али мењају многе детаље. Легенда се помера ка „карактеру појединаца”, а предложена прељуба између Гиневре и Ланселота први пут је поменута.
У Смрти Артуровој из Вулгатског циклуса, Артур иде у Француску не да би се борио против Римљана, већ против свог бившег најважнијег витеза Ланселота, који је имао аферу са Гиневром и убио Артурове нећаке (браћу Мордреда и Гавејна) Агравејна, Гахериса и Гарета. Он оставља Мордреда да управља Британијом у његовом одсуству, али Мордред га издаје и заузима престо. Артур враћа своју војску у Британију, где се суочавају са Мордредовим снагама, које су два пута бројније, на равници Солсбери (Камлан није поменут). Борба почиње случајно, када један уплашени витез извуче свој мач да убије змију током преговора о примирју између Мордреда и Артура. Велики број људи гине на обе стране (укључујући неке друге краљеве и већину витезова Округлог стола који су преживели потрагу за Светим гралом), а Артур убија Мордреда у двобоју, премда и сам бива смртно рањен. На самрти, Артур даје задатак свом витезу (у зависности од верзије, то је или Грифлет или Бедивер) да врати његов мач Екскалибур Госпи од Језера и потом је одведен на Авалон. Наратив у Смрти Артуровој тугује што је ова брутална и крвава битка резултирала смрћу толиког броја људи да је, након тога, Артурово „краљевство Логрес било осуђено на уништење, као и многи други [у Британији].”
Ова верзија Артурове последње битке адаптирана је у многим каснијим делима из периода од 13. до 15. века, укључујући старофранцуски циклус Пост-Вулгата (у којем Артур одбија да склопи мир са Мордредом), средњеенглеску Смрт Артурову у стиховима (Stanzaic Morte Arthur), као и Смрт Артурову, утицајно дело Томаса Малорија. Сва ова дела смештају битку код Солсберија. У италијанском делу La Tavola Ritonda, Мордред заправо излази као победник, јер преживљава Артурову смрт у њиховој борби и потом постаје нови краљ, да би га касније поразио Ланселот.

### Приче о Авалону
У популарном мотиву, коју је увео Џефри у својој Историји и разрадио у својој каснијој песми Vita Merlini (Житије Мерлиново), Артур је после битке одведен на Авалон, онострано и магично острво, у нади да ће бити спасен. Џефри приказује како је Артур на Авалону достављен Морген (Моргани ле Феј). Каснији аутори прозних циклуса приказују саму Моргану (обично са још две или више жена) како стиже на вилинском броду да одведе краља; ова сцена која је постала иконична кроз своје укључивање у Смрти Артуровој.
Неки извештаји, као што су Смрт Артура у стиховима и Алитеративна Смрт Артурова, као и коментари Гералда од Велса, тврде да је Артур умро на Авалону (који идентификују као Гластонбури Тор) и да је тамо сахрањен. Џефри даје само наду (али не и сигурност) да би Артурове ране могле бити излечене временом, док се у делу Gesta Regum Britanniae наводи да је Моргана успешно излечила Артура; Вејс и Лајамон такође тврде да се то десило, као и да ће се Артур једног дана вратити. Друге верзије, као што су Смрт Артурове из Вулгате и Малоријева Смрт Артурова, не дају коначан одговор о Артуровој коначној судбини.